# Gamou
 (juillet 2024).
Motif : Ce texe est à reprendre. Gamou vient littéralement du mot serère Gamo, signifiant (Voir l'invisible), qui continue toujours à être fêté dans plusieurs contrés en milieu serer.
Le Gamou (ou Gàmmu) est un grand pèlerinage annuel à l'occasion du Mawlid – commémoration de la naissance de la Vérité – qui a lieu dans différentes villes du Sénégal, principalement à Tivaouane, depuis 1902, grâce à El Hadji Malick SY et, à sa mort en 1922, par ses différents successeurs. La plus importante fête commémorative religieuse des tidjanes, le Gamou est également célébré par la communauté mouride, à Touba et dans les autres foyers religieux, tels que Médina Baye, le quartier religieux de Kaolack.
En termes d'affluence, le Gamou draine énormément de monde au Sénégal, c'est le premier événement religieux du Sénégal, en ce sens qu'il est célébré un peu partout, suivi du Magal de Touba.

## Origine
À l'origine gàmmu était gamo ( voir l'invisible en sérère)  c'était une fête profane sérère. D'ailleurs une chanson wolof l'illustre : Gui gàmmu kou si niaaw de, kou si rafet maleu diour si sama biir. Ensuite le  terme gàmmu  a évolué  et était utilisé chez les Wolofs pour  dire fête. En 1902 El Hadji Malick Sy dit Maodo (le patriarche, surnom à lui donné par Abdoulaye Niasse, un autre saint de la tidjaniya, parmi ses contemporains) lui donne pour la première fois une dimension religieuse et spirituelle. Il en a fait un élément central de son apostolat, en faveur de la vulgarisation de l'islam et en résistance aux autorités coloniales françaises. Il entreprend ainsi de donner au Gamou de Tivaouane des dimensions sociales, mystiques, culturelles, scientifiques, géostratégiques et économiques.
Toutes les fêtes musulmanes de Sénégambie, telles que Tabaski, Gamou, Korité, Weri Kor, etc. sont fériées au Sénégal.